# Nanon (1938)
Nanon ist eine deutsche Verwechslungskomödie von Herbert Maisch aus dem Jahr 1938. Sie beruht auf Motiven der Operette Nanon von Richard Genée und F. Zell aus dem Jahr 1877.

## Handlung
Nanon Patin, die Wirtin des „Goldenen Lamms“, ist hocherfreut: Sie will am Abend ihren Geliebten, den Tambour Grignon, heiraten und hat bereits das Aufgebot und den Pfarrer bestellt. Nur Grignon ahnt noch nichts davon und ist konsterniert, als er vor vollendete Tatsachen gestellt wird. Er lässt sich kurz vor dem Ja-Wort von seinen Freunden zum Schein wegen Duellierens verhaften – ein Verbrechen, das auf Erlass des Königs mit dem Tode bestraft wird. Verzweifelt begibt sich Nanon zusammen mit dem Theaterleiter Molière nach Paris, um den König um Pardon zu bitten.
Was Nanon nicht weiß, ist, dass es sich bei Grignon in Wirklichkeit um den hochadeligen Marquis Charles d’Aubigné handelt, der mit seinen Freunden gewettet hatte, dass er die als „uneinnehmbare Festung“ geltende Nanon bezwingen könne. Nanon gelingt es, den König im Rahmen eines Theaterstücks ein Blanko-Begnadigungsschreiben unterzeichnen zu lassen. Damit will sie Grignon aus dem Gefängnis holen und erfährt nun, dass dieser nie inhaftiert war und in Wirklichkeit mit ihr nur ein Spiel getrieben wurde. Sie sucht Charles d’Aubigné bei einer Gartengesellschaft auf, wo dieser gerade den Neffen des Polizeipräfekten, Hector, als Hochstapler entlarvt hat. Dieser hatte ein Lied, das Charles für Nanon geschrieben hatte, gefunden und als sein eigenes ausgegeben – für die reiche Ninon de l’Enclos, eine Freundin Charles’. Nachdem Charles in Hectors Liedvortrag eingestimmt hat, fällt auch Nanon in das Lied ein. Charles’ Freunde machen sich über sie lustig. Als Hector sie beleidigt, fordert Charles ihn zum Duell. Beide Männer werden wenig später beim Duell verhaftet.
Nanon ist unterdessen zu ihrem Gasthaus zurückgekehrt und will von den Männern nichts mehr wissen. Molière erscheint und berichtet ihr, dass Charles nun wirklich zum Tode verurteilt werden soll. Sie kehrt nach Paris zurück und holt ihn mit dem königlichen Pardon aus dem Gefängnis. Der König wiederum hat von Charles’ Eskapaden genug und bestimmt, dass er noch am selben Abend eine ihm unbekannte Gräfin Delicat zu heiraten habe. Charles jedoch weiß nun, dass er Nanon liebt, und flieht mit ihr zur Grenze. Er wird von der Polizei vor der Grenze verhaftet und zum König gebracht. Der zeigt ihm die für ihn bestimmte Ehefrau und Gräfin – es ist Nanon, die geschmückt vor Charles tritt. Während sich Charles und Nanon in die Arme fallen, ist der König über seinen gelungenen Streich erfreut, und Molière gibt zu, dass die Komödie fast von ihm selbst hätte stammen können.

## Produktion
Nanon wurde vom 25. Juni bis September 1938 auf dem Freigelände Babelsberg gedreht. Von der Zensur wurde der Film als „jugendfrei ab 14 Jahre“ freigegeben und erlebte am 15. November 1938 im Ufa-Palast in Hamburg seine Premiere. Bei der FSK-Prüfung 1954 erhielt der Film die Einstufung „ab 16 Jahre / nicht feiertagsfrei“.
Im Film, der lose auf der gleichnamigen Operette beruht, werden verschiedene Lieder gesungen:
- Es war einmal ein feiner Kavalier
- Heut’ ist der schönste Tag in meinem Leben
- Lockende Geigen, zärtliche Lieder
- So verliebt wie heut’ war ich noch nie

## Kritik
Der film-dienst nannte Nanon einen „auf die bedeutende Koloratursopranistin Erna Sack und auf Johannes Heesters als ihren Tenorpartner zugeschnittene[n] Operettenfilm, heiter-romantisch, kostümfreudig, nicht sonderlich originell“.